# Johann Spangenberg (Ratsherr)

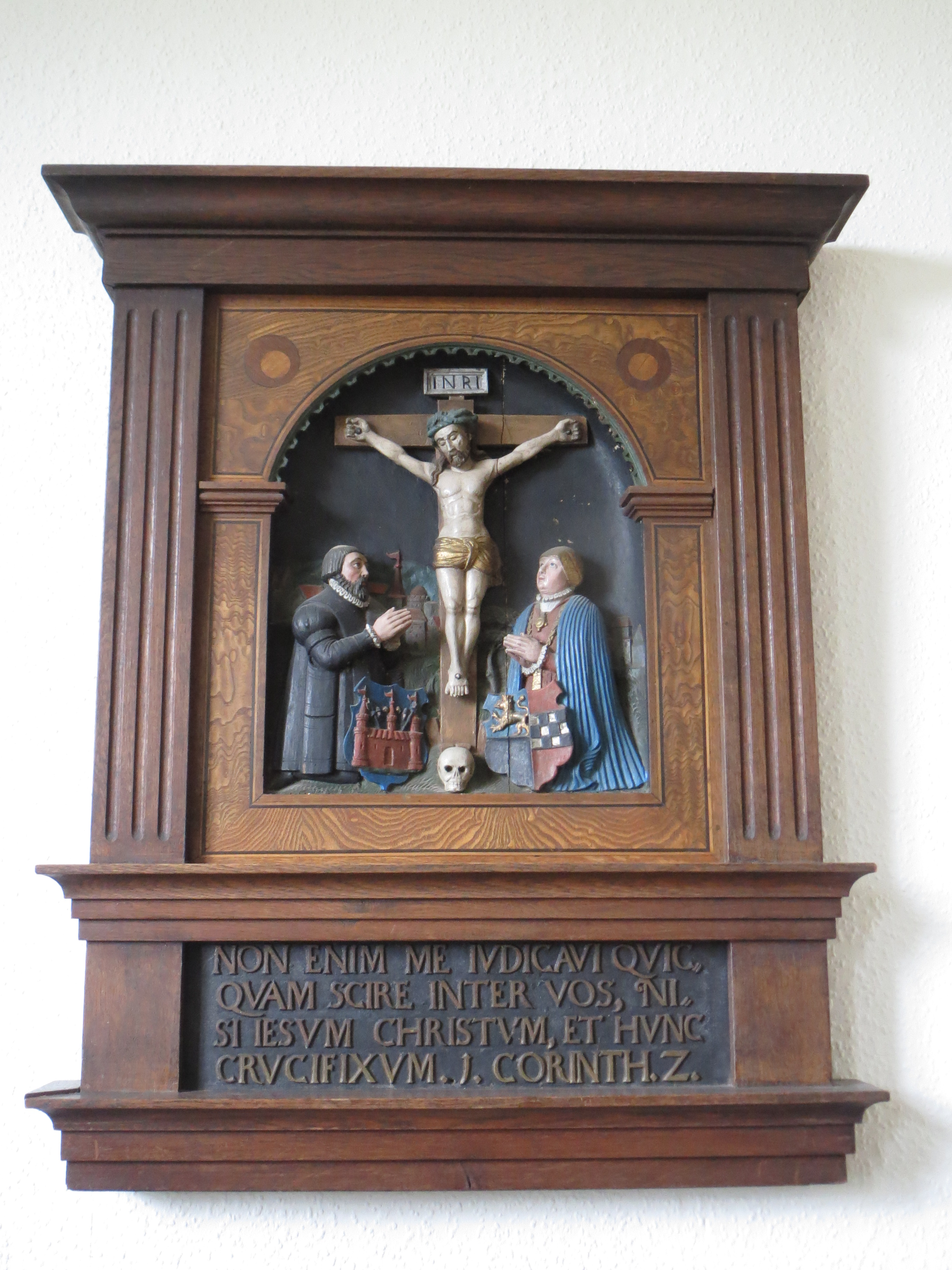
Johann und Anna Spangenberg als Stifter; Fragment der Kanzel der Jakobikirche, jetzt im Gemeindehaus der Thomaskirche Tribsees

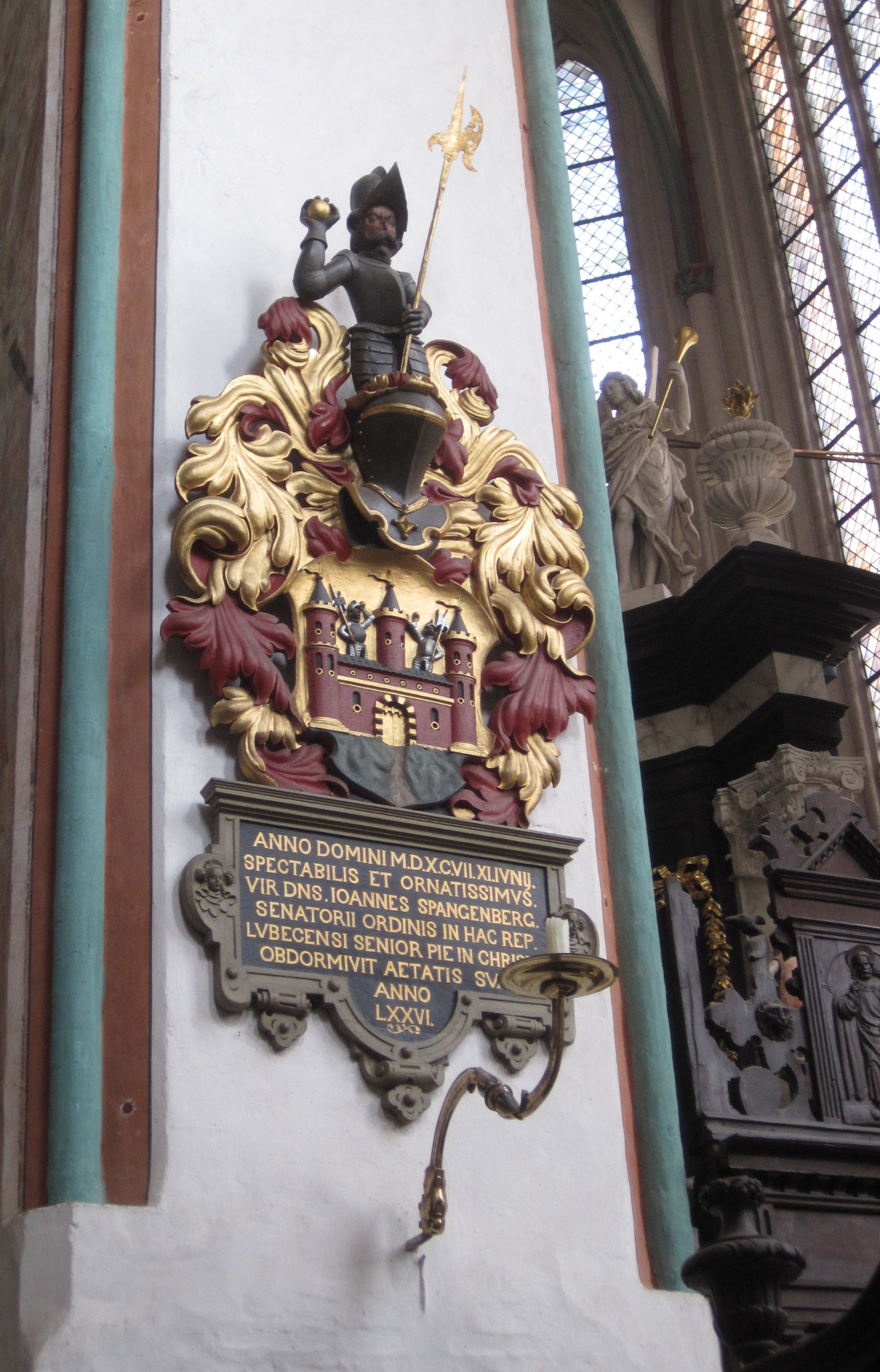
Wappenepitaph Spangenbergs in der Lübecker Jakobikirche

Johann Spangenberg (* 1521; † 11. Juni 1597 in Lübeck) war Kaufmann und Ratsherr der Hansestadt Lübeck.

## Leben
Über Johann Spangenbergs Herkunft enthält die Lübeckische Ratslinie keine Angaben. Er wurde 1573 in den Lübecker Rat gewählt und war nach Emil Ferdinand Fehling „ein reicher Mann“, was durch seine Stiftungen für Lübecker Kirchen belegt ist. Er stiftete der Jakobikirche ein 1576 ein geschnitztes Renaissancegestühl. 1577 stiftete er der Jakobikirche eine geschnitzte Kanzel der Renaissance, die 1698 im Zuge der barocken Umgestaltung der Jakobikirche abgebrochen und durch die heute noch vorhandene Kanzel ersetzt wurde. Die Reste der Spangenbergschen Kanzel befinden sich seit 1735 in der Thomaskirche in Tribsees. Der Lübecker Marienkirche stiftete er 1579 einen nicht mehr erhaltenen Ratsstuhl, der 1782 durch ein neues Ratsgestühl ersetzt wurde. 1580 ergänzte er seine Stiftung an die Marienkirche um einen Doppelarmleuchter aus Messing. 1583 ist er als Stifter in St. Fabian und Sebastian (Rensefeld) überliefert. In seinem Todesjahr stiftete er der Katharinenkirche, deren Vorsteher er war, gemeinsam mit seinem Mitvorsteher Carsten Petersen die Lettneruhr.
Sein Wappenepitaph von 1597 mit einer darunter befindlichen Memorialtafel mit lateinischer Inschrift, die ihn als Senior des Rats preist, in einem schmalen Renaissancerahmen befindet sich am östlichsten Pfeiler zwischen Mittelschiff und südlichem Seitenschiff in der Jakobikirche.
Spangenberg war mit Anna, einer Tochter des Lübecker Ratsherrn David Divessen († 1533) verheiratet und bewohnte das Haus Beckergrube mit der heutigen Hausnummer 64. Spangenberg verstarb im 76. Lebensjahr; drei Jahre vor seinem Tod erblindete er.